# 마쓰다이라 다다카타 (1812년)
마쓰다이라 다다카타(松平忠固)는 막말의 다이묘이다. 시나노 우에다 번 제6대 번주. 노중 첫취임 당시의 이름은 다다마스(忠優)였고 두번째 취임할때는 다다카타였다. 후지이 마쓰다이라 분가(이가노카미 류) 제8대 당주.
히메지번주 사카이 우타노카미 다다미쓰의 차남으로 태어났다. 1829년 우에다 번주 (후지이)마쓰다이라 다다사토의 양자로 입적하게 된다.

## 같이 보기
- 가나가와 조약
- 미일 수호 통상 조약
- 안세이 대옥

| 전임 마쓰다이라 다다사토 | 제6대 우에다 번 번주 (후지이 마쓰다이라 가) 1830년 ~ 1858년 | 후임 마쓰다이라 다다나리 |

| 전임 마쓰다이라 노리야스 | 제64대 오사카 조다이 1845년 ~ 1848년 | 후임 나이토 노부치카 |